# Dive-Hi Champs
Dive-Hi Champs ist ein US-amerikanischer Kurzfilm aus dem Jahr 1946. Der ein Reel (max. zehn Minuten) lange Film erschien als Teil der Reihe Grantland Rice Sportslights. Er erhielt am 1. November 1946 einen Copyright-Eintrag. Erzähler des Films ist Ted Husing.

## Handlung
Der Film zeigt in dokumentarischen Schwarz-Weiß-Aufnahmen Kunststücke und -sprünge vom Sprungbrett.

## Auszeichnungen
Dive-Hi Champs wurde 1947 für einen Oscar in der Kategorie Bester Kurzfilm (One-Reel) nominiert, konnte sich jedoch nicht gegen Facing Your Danger durchsetzen.